# Tim Krabbé
Tim Krabbé (Amsterdam, 13 aprile 1943) è un giornalista, romanziere e scacchista olandese.

## Biografia
Tim Krabbé è nato ad Amsterdam. I suoi scritti sono stati pubblicati da importanti periodici nei Paesi Bassi. È noto ai lettori olandesi per il suo romanzo De Renner (La corsa), pubblicato per la prima volta nel 1978. Un altro suo romanzo famoso, scritto nel 1984, è Het Gouden Ei (L'uovo d'oro), da cui è stato tratto un film di successo, The Vanishing (Scomparsa, 1988), di cui Krabbé ha scritto la sceneggiatura. Un remake americano è stato realizzato nel 1993, The Vanishing - Scomparsa, con Kiefer Sutherland e i premi Oscar Sandra Bullock e Jeff Bridges.
Krabbé è anche un ex campione di scacchi ed è famoso per i suoi scritti sugli scacchi e per il suo sito web dedicato agli scacchi. Nel 1972 è stato l'autore di un problema di scacchi con una torre impegnata in un arrocco in verticale, prima che questa mossa, detta arrocco Pam-Krabbé, fosse proibita ufficialmente. Nella classifica FIDE Krabbé ha un punteggio Elo di 2274. .
Suo nonno era Hendrik Maarten Krabbé (Londra, 4 maggio 1868 - Amsterdam, 22 dicembre 1931) pittore molto conosciuto e suo padre era il pittore Maarten Krabbé (Laren, 22 febbraio 1908 - Amsterdam, 18 febbraio 2005).
Krabbé è fratello dell'attore Jeroen Krabbé e dell'artista pittore/designer Mirko Krabbé ed è lo zio di Martijn Krabbé, un presentatore radiofonico e televisivo famoso nei Paesi Bassi.